# موريل كوفمان
موريل كوفمان (بالإنجليزية: Muriel Kauffman)‏ هي سيدة أعمال أمريكية، ولدت في 28 أغسطس 1916، وتوفيت في 17 مارس 1995.